# ماري كاهيل
ماري كاهيل (بالإنجليزية: Marie Cahill)‏ هي مغنية وممثلة أمريكية، ولدت في 7 فبراير 1870 في بروكلين في الولايات المتحدة، وتوفيت في 23 أغسطس 1933 في نيويورك في الولايات المتحدة.

## وصلات خارجية
- ماري كاهيل على موقع IMDb (الإنجليزية)
- ماري كاهيل على موقع قاعدة بيانات برودواي على الإنترنت (الإنجليزية)
- ماري كاهيل على موقع كينوبويسك (الروسية)